# Weißbach bei Lofer
Weißbach bei Lofer è un comune austriaco di 441 abitanti nel distretto di Zell am See, nel Salisburghese. Tra il 1939 e il 1946 era stato aggregato al comune di Lofer. È situato nella valle del Saalach, affluente di sinistra del Salzach.

## Amministrazione

### Gemellaggi
- Caderzone Terme[senza fonte]